# Ørjan Nyland
Ørjan Nyland (Volda, 1990. szeptember 10. –) norvég válogatott labdarúgó, posztját tekintve kapus. 2023 augusztus vége óta a spanyol Sevilla játékosa.

## Pályafutása

### Klubcsapatokban
Nyland a norvégiai Voldában született. Az ifjúsági pályafutását a helyi Mork és Volda csapatában kezdte, majd a Hødd akadémiájánál folytatta.
2009-ben mutatkozott be a Hødd másodosztályban szereplő felnőtt keretében. 2013-ban az első osztályú Molde szerződtette. 2015-ben a német Ingolstadthoz, majd 2018-ban az angol Aston Villa-hoz igazolt. Először a 2018. augusztus 11-ei, Wigan Athletic ellen hazai pályán 3–2-es győzelemmel zárult mérkőzésen lépett pályára. 2021 és 2022 között a Norwich City, a Bournemouth és a Reading csapatát erősítette.
2022. október 9-én szabadon igazolhatóként szerződtette a német RB Leipzig a térdszalagszakadást szenvedett Gulácsi Péter sérülése miatt. Október 29-én a Bayer Leverkusen ellen 2–0-ra megnyert bajnoki mérkőzésen mutatkozott be.
2023. augusztus 20-án a spanyol Sevilla ingyen szerződtette.

### A válogatottban
Nyland az U18-as és az U21-es korosztályú válogatottakban is képviselte Norvégiát.
2013-ban debütált a felnőtt válogatottban. Először a 2013. november 19-ei, Skócia ellen 1–0-ra elvesztett barátságos mérkőzésen lépett pályára.

## Statisztikák
2023. május 27. szerint
| Klub        | Szezon   | Osztály        | Bajnokság | Bajnokság | Kupa  | Kupa | Nemzetközi | Nemzetközi | Összesen | Összesen |
| Klub        | Szezon   | Osztály        | Meccs     | Gól       | Meccs | Gól  | Meccs      | Gól        | Meccs    | Gól      |
| ----------- | -------- | -------------- | --------- | --------- | ----- | ---- | ---------- | ---------- | -------- | -------- |
| Molde       | 2013     | Tippeligaen    | 20        | 0         | 1     | 0    | 1          | 0          | 22       | 0        |
| Molde       | 2014     | Tippeligaen    | 27        | 0         | 0     | 0    | —          | —          | 27       | 0        |
| Molde       | 2015     | Tippeligaen    | 13        | 0         | 2     | 0    | —          | —          | 15       | 0        |
| Molde       | Összesen | Összesen       | 60        | 0         | 3     | 0    | 1          | 0          | 64       | 0        |
| Ingolstadt  | 2015–16  | Bundesliga     | 6         | 0         | 1     | 0    | —          | —          | 7        | 0        |
| Ingolstadt  | 2016–17  | Bundesliga     | 12        | 0         | 1     | 0    | —          | —          | 13       | 0        |
| Ingolstadt  | 2017–18  | 2. Bundesliga  | 30        | 0         | 3     | 0    | —          | —          | 33       | 0        |
| Ingolstadt  | Összesen | Összesen       | 48        | 0         | 5     | 0    | 0          | 0          | 53       | 0        |
| Aston Villa | 2018–19  | Championship   | 23        | 0         | 1     | 0    | —          | —          | 7        | 0        |
| Aston Villa | 2019–20  | Premier League | 7         | 0         | 5     | 0    | —          | —          | 12       | 0        |
| Aston Villa | 2020–21  | Premier League | 0         | 0         | 1     | 0    | —          | —          | 1        | 0        |
| Aston Villa | Összesen | Összesen       | 30        | 0         | 7     | 0    | 0          | 0          | 37       | 0        |
| Bournemouth | 2021–22  | Championship   | 1         | 0         | 2     | 0    | —          | —          | 3        | 0        |
| Reading     | 2021–22  | Championship   | 10        | 0         | 0     | 0    | —          | —          | 10       | 0        |
| RB Leipzig  | 2022–23  | Bundesliga     | 2         | 0         | 1     | 0    | 0          | 0          | 3        | 0        |
| Sevilla     | 2023–24  | La Liga        | 0         | 0         | 0     | 0    | 0          | 0          | 0        | 0        |
| Összesen    | Összesen | Összesen       | 151       | 0         | 17    | 0    | 1          | 0          | 169      | 0        |

### A válogatottban
| Válogatott | Év       | Pályára lépés | Gól |
| ---------- | -------- | ------------- | --- |
| Norvégia   | 2013     | 1             | 0   |
| Norvégia   | 2014     | 9             | 0   |
| Norvégia   | 2015     | 9             | 0   |
| Norvégia   | 2016     | 4             | 0   |
| Norvégia   | 2017     | 2             | 0   |
| Norvégia   | 2018     | 2             | 0   |
| Norvégia   | 2019     | 1             | 0   |
| Norvégia   | 2021     | 5             | 0   |
| Norvégia   | 2022     | 9             | 0   |
| Norvégia   | 2023     | 4             | 0   |
| Összesen   | Összesen | 46            | 0   |

## Sikerei, díjai
Molde
- Tippeligaen
  - Bajnok (1): 2014

- NM Cupen
  - Győztes (3): 2012, 2013, 2014

Aston Villa
- Angol Ligakupa
  - Döntős (1): 2019–20

- Championship
  - Feljutó (1): 2018–19

RB Leipzig
- DFB-Pokal
  - Győztes (1): 2022–23